# Vágur
Vágur [ˈvɔavʊɹ] és un poble i municipi de l'illa de Suðuroy, a les illes Fèroe. És l'única població que hi ha en tot el terme municipal. L'1 de gener de 2020 tenia 1352 habitants.

## Geografia
Vágur és a la costa oriental de Suðuroy, al fons del fiord de Vágur (Vágsfjørður en feroès), en una estreta vall costanera. El seu port és el més important de l'illa i hi poden entrar vaixells de gran calat. Cap a l'oest es troba el petit llac Vatnið i quatre quilòmetres més enllà la costa occidental de l'illa, anomenada Vágseiði, on la vall queda tallada abruptament en una grans penya-segats. Hi ha altres dos llacs més al nord-oest del poble, el Riskivatn i el Miðvatn. En els vessants del nord de Vágur hi ha un bosc introduït anomenat Viðarlundin, els inicis del qual es remunten a 1956. És un dels boscos més grans que hi ha a les Illes Fèroe.

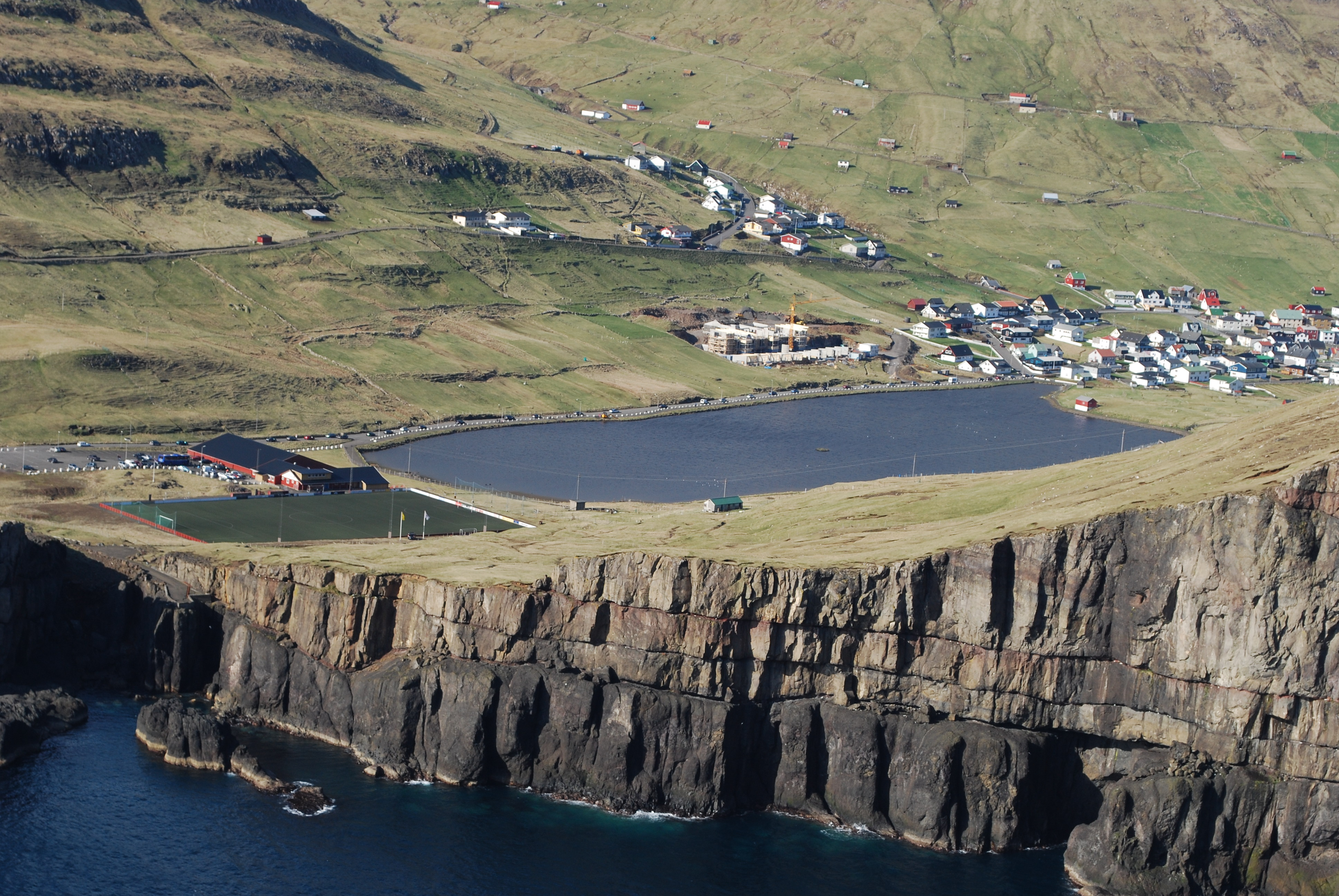
La costa oest anomenada Vágseiði, el llac Vatnið i, al fons, Vágur.

El municipi de Vágur limita al sud amb Sumba, a l'est amb Porkeri i al nord amb Fámjin.

## Història
Vágur apareix en la documentació per primera vegada en el Hundabrævið, un codi legal de finals del segle XIV que regulava la tinença de gossos a l'arxipèlag. Tanmateix molt probablement és molt més antic. El poble va créixer, gràcies al seu bon port i a l'explotació pesquera i balenera, fins a convertir-se en la segona localitat més gran de l'illa.
Nólsoyar Páll, l'heroi nacional feroès, va construir juntament amb altres homes el 1804 a Vágur el Royndin Frida (Intent reeixit), el primer vaixell que es construïa a les Fèroe des de l'Edat Mitjana.
La primera església de Vágur de la qual se'n té notícia és un temple de fusta de 1862. Diu la llegenda que havia arribat de Noruega des del mar, on l'haurien lliurada a les aigües en senyal votiu. A causa del creixement de la població, aquesta església es va donar al poble de Hov el 1942. L'església que podem veure avui és de pedra i va ser acabada en 1939.
El 1920 es va construir a Botni, al nord-oest de Vágur, la primera central hidroelèctrica de les Illes Fèroe que aprofitava els salts d'aigua del lloc. La planta segueix en funcionament, i es complementa actualment amb una planta de dièsel situada al costat sud del fiord.
Durant l'ocupació britànica a la Segona Guerra Mundial, es van construir dos búnquers a la rodalia de Vágur. Les seves restes encara romanen en peu.
Marita Petersen, que va ser Primera ministra de les Illes Fèroe els anys 1994 i 1995, era filla de Vágur.